# SAR 63
SAR 63 (RESCUE 63) ist der Funkrufname jener Hubschrauber des SAR-Dienstes für Luftfahrzeuge in Deutschland (Bundeswehr), die auf dem Heeresflugplatz Niederstetten in Baden-Württemberg stationiert sind.

## Geschichte
Bereits im Jahr 1960 wurde auf dem Fliegerhorst Landsberg/Lech in Bayern eine Maschine vom Typ Bell UH-1D als SAR 56 in Dienst gestellt. 
Bis 2013 wurde sie vom dort ansässigen LTG 61 der Luftwaffe eingesetzt, seitdem ist für den Betrieb das Heer zuständig. Ende 2016 wurde der Hubschrauber zusammen mit dem ebenfalls in Landsberg stationierten SAR 58 zum Transporthubschrauberregiment 30 nach Niederstetten verlegt und in SAR 63 umbenannt. Am 6. Juli 2020 erfolgte der Waffensystemwechsel auf das Muster Airbus Helicopters H145M LUH SAR. Der Betrieb von SAR 64 wurde eingestellt.

## Aufgaben
Zu den Aufgaben zählen Such- und Rettungseinsätze über Land und Binnengewässern, zum Beispiel im Fall von abgestürzten Flugzeugen (Primäreinsätze) sowie die Verlegung von Patienten zwischen Krankenhäusern (Sekundäreinsätze). Einsatzgebiet ist der komplette süddeutsche Raum. Koordiniert werden die Einsätze von der SAR-Leitstelle RCC in Münster.

## Besatzung und Ausrüstung
Zur Besatzung des Rettungshubschraubers gehören zwei Piloten (zuvor ein Pilot und ein Bordtechniker) und ein Luftrettungsmeister (Notfallsanitäter/Rettungsassistent). Ein Notarzt gehört nicht zur festen Crew und wird nur im Bedarfsfall an Bord geholt. Die Maschine ist als Rettungshubschrauber u. a. mit Beatmungsgerät, EKG/Defibrillator, Spritzenpumpen, Vakuummatratze und Notfallrucksack sowie einer Seilwinde, einem Ortungssystem für Handy und Notfunksender sowie Suchscheinwerfer und Wärmebildkamera ausgerüstet.